# Gabriel Ananda

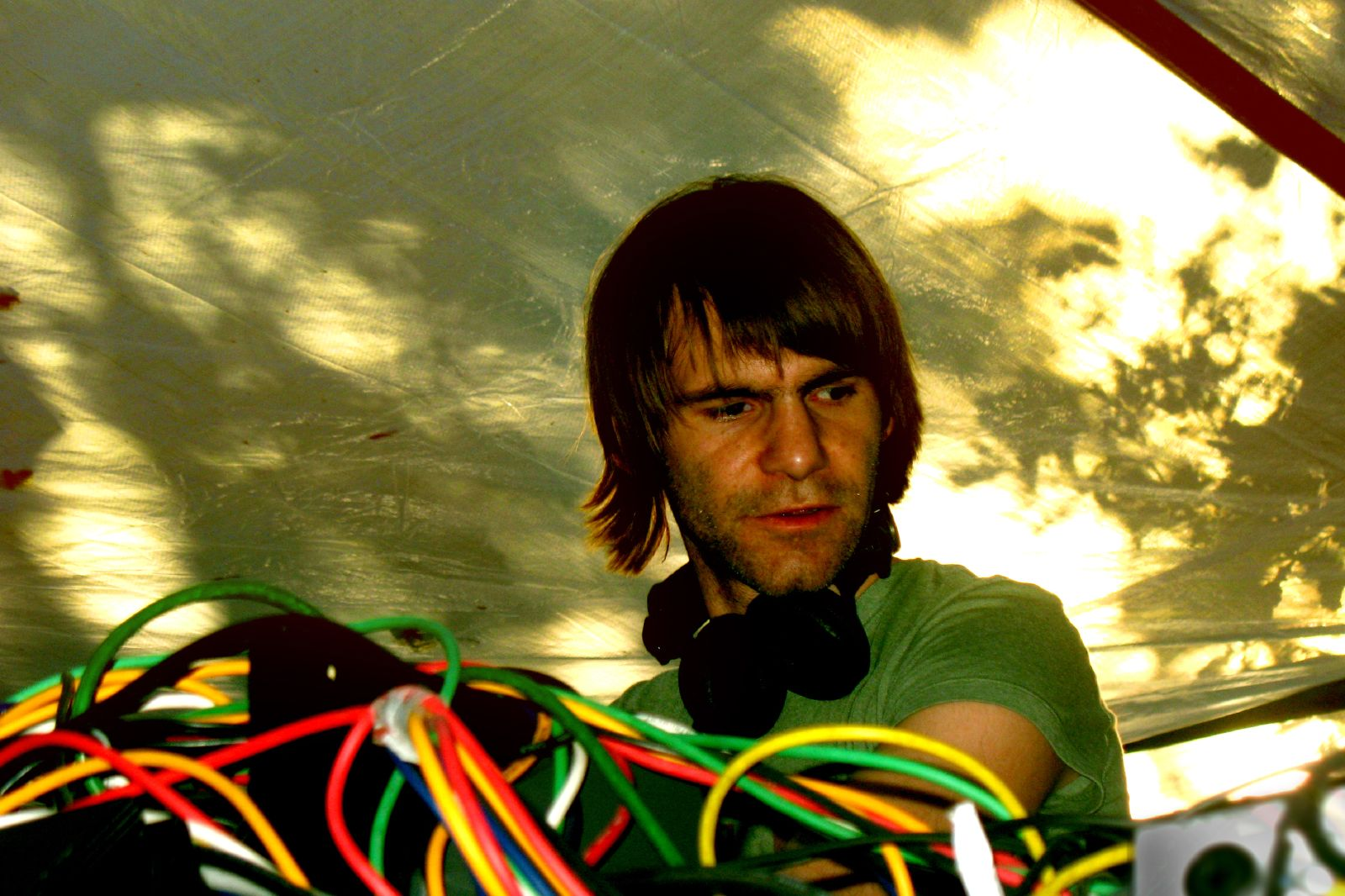
Gabriel Ananda bei einem Open-Air-Auftritt als DJ, 2006

Gabriel Ananda Levermann (* 3. August 1977 in Bad Driburg) ist ein deutscher DJ, Musiker und Labelbetreiber im Bereich der elektronischen Tanzmusik. Er tritt auch als Live-Act auf.
Ananda produziert melodielastigen Minimal Techno im mittleren Tempobereich, wobei die Grenzen zwischen den Stilen Techno, House und auch Trance in seiner Musik verschwimmen.

## Leben
Ananda machte seine ersten musikalischen Erfahrungen mit dem Cello und der Gitarre. 1995 inspirierte ihn ein Auftritt des DJs Sven Väth dazu, elektronische Musik zu produzieren und DJ zu werden. Im Jahr 1998 veröffentlichte er seine erste Single Daylight Comes And We Don′t Want To Go Home EP mit Axel Multhaup unter dem Projektnamen Da Hairy Belafontes auf dem Kasseler Label Hörspielmusik heraus. Im Jahr 2000 erschienen mit der First Comment EP auf Utils und der EP For Love auf seinem eigenen Label Karmarouge erste Eigenproduktionen unter dem Namen Gabriel Ananda. Es folgten Veröffentlichungen bei den Labels Utils, Karmarouge, Shot Records, Trapez, Plong!, Tonsport und My Best Friend. Im Jahr 2004 erschien Anandas Debütalbum Tai Nasha No Karosha auf Karmarouge. Im gleichen Jahr hatte er mit der Single Süssholz auf dem Kölner Label Treibstoff einen ersten Clubhit. Durch die Lizenzierung auf Sven Väths Mix-CD In The Mix - The Sound of the Fifth Season und die Erstplatzierung in der Zeitschrift Groove wurde Ananda einem größeren Hörerkreis bekannt.
Es folgten Veröffentlichungen wie Ihre persönliche Glücksmelodie (Karmarouge, 2005) und Doppelwhipper (Platzhirsch Schallplatten, 2006). 2007 erschien sein zweites Album Bambusbeats auf Karmarouge. 2009 gründete er mit Marcel Janowski sein eigenes Label Basmati. Im Jahr 2013 legte er seine DJ-Mix-Reihe „Gabriel Ananda presents Soulful Techno“ auf. Gemeinsam mit Dominik Eulberg veröffentlichte er mehrere Platten als Eulberg & Ananda. 2017 produzierte Ananda mit John Digweed und Nick Muir die Tachyon Dream EP.
Ananda legt dabei einen Schwerpunkt auf Melodien, meist gefälliger und einfacher Natur, die durch „volle“, mehrschichtige Techno-Beats begleitet werden. Die Arrangements bauen dabei einen stetigen Wechsel zwischen den Schwerpunkten Beat und Synthesizer-Melodie auf.

## Diskografie
Alben
- 2004: Tai Nasha No Karosha (Karmarouge)
- 2007: Bambusbeats (Karmarouge)
- 2011: Selected Techno Works (Basmati)

Singles und EPs
- 1998: Da Hairy Belafontes – Daylight Comes And We Don′t Want To Go Home EP (Hörspielmusik)
- 2000: First Comment EP (utils)
- 2000: For Love (Karmarouge)
- 2001: Wild Cherry EP (Karmarouge)
- 2001: Time To Rise (Shot Records)
- 2001: Headmusic For Bodymotion (Shot Records)
- 2002: Schaukeldrehen (Trapez)
- 2003: Ananda. Rose – Silverwear (Tonsport)
- 2003: Bibi & Gabriel – O La La La (My Best Friend)
- 2003: Wegeschwindel (Trapez)
- 2003: Highway To Heaven (Trapez)
- 2004: Forckeln EP (Platzhirsch Schallplatten)
- 2004: Süssholz (Treibstoff)
- 2004: Dieheiligendreikönige (Tonsport)
- 2004: Atropa Belladonna EP (Karmarouge)
- 2004: Limited #2 (Platzhirsch Schallplatten)
- 2004: Black Coffee EP (Karmarouge)
- 2005: Gabriel Ananda / Christian Kaltenhofer – Vergissmeinnicht / Solaris (liebe*detail)
- 2005: Ihre Persönliche Glücksmelodie (Extended Live Mix) (Karmarouge)
- 2005: Hans Nieswandt mit Gabriel Ananda – Ich vermiss die Zeit (bleib) (Ladomat 2000)
- 2005: Childish Dream EP (Karmarouge)
- 2006: Miracel Whop (Platzhirsch Schallplatten)
- 2006: Der Blaumacher (Glückskind Schallplatten)
- 2006: Ananda′s Bassmaschinchen (Part 1) (Treibstoff)
- 2006: Ananda′s Bassmaschinchen (Part 2) (Treibstoff)
- 2006: Dominik Eulberg & Gabriel Ananda: Harzer Roller (Traum Schallplatten)
- 2006: Karmarouge Noir Four (Karmarouge Noir)
- 2006: Während Die Anderen Den Müll Rausbrachten (Karmarouge)
- 2006: Gabriel Ananda & Cio D' Or – Lauschgoldengel (Treibstoff)
- 2006: Küppers City (Tonsport)
- 2007: Stream of Consciousness (Karmarouge)
- 2007: Dominik Eulberg & Gabriel Ananda – Kirschplunder & Jasmin Tee bei Gabriel (Traum Schallplatten)
- 2007: Gabriel Ananda & Tobias Becker - Limitiert #4 (Platzhirsch Schallplatten)
- 2007: Sheli O (Cereal/Killers)
- 2008: Coconut Blues / BabyPunk (Treibstoff)
- 2008: Lila Pause (Traum Schallplatten)
- 2008: Endlich 17 (Platzhirsch Schallplatten)
- 2009: Dominik Eulberg & Gabriel Ananda – Eucalypse Now! (Traum Schallplatten)
- 2009: Bell/Schnee (Basmati)
- 2010: Gabriel Ananda / Daniel Mehlhart / Quazar – GCF / 1.1 Remake (Basmati)
- 2010: Charming & Alarming (Basmati)
- 2010: Kota Sür (Platzhirsch Schallplatten)
- 2011: Live Series Part I (Basmati)
- 2011: Live Series Part II (Basmati)
- 2011: Live Series Part III (Basmati)
- 2011: Fluid (notes)
- 2011: Love Attack (Treibstoff)
- 2012: Drum Variations (100% Pure)
- 2012: Short Story (Basmati)
- 2012: Warm Cologne (Monique Musique)
- 2012: Green (Basmati)
- 2013: Let It In And Let It Out EP (Suara)
- 2013: Dominik Eulberg & Gabriel Ananda – The Space Between Us (Traum Schallplatten)
- 2013: Dominik Eulberg & Gabriel Ananda – Friend Of All That Lives (Traum Schallplatten)
- 2017: Gabriel Ananda vs John Digweed / Nick Muir – Tachyon Dream (Bedrock Records)